# Хмелево (Владимирская область)
Хме́лево — деревня в Киржачском районе  Владимирской области, в 15 км от районного центра. Входит в состав Кипревского сельского поселения.

## География
Находится в непосредственной близости от населённых пунктов Новинки, Фуникова Гора, Мызжелово.

## История
В XIX — начале XX века деревня входила в состав Фуниково-Горской волости Покровского уезда, с 1926 года — в составе Овчининской волости Александровского уезда. В 1859 году в деревне числилось 57 дворов, в 1905 году — 83 дворов, в 1926 году — 114 дворов.
Колёсный промысел в Покровском уезде существовал главным образом в деревне Хмелево. Промыслу «не одна сотня лѣтъ» — по словам местных крестьян. Заработок 50—60 копеек в день на одного человека. В день один мастер мог сделать 2 полных колеса. Цена 4 колес: 5—7 рублей в зависимости от времени года и спроса. С начала XX века происходит уменьшение производства. В 1881 году им было занято 88 человек, в 1908 году — 65. Расширение железнодорожных путей сообщения — прямая причина упадка промысла.
С 1929 года деревня являлась центром Хмелевского сельсовета Киржачского района, с 1982 года — в составе Новоселовского сельсовета, с 2005 года — в составе Кипревского сельского поселения.

## Население
| 1859 | 1905 | 1926 | 2002 | 2010 | 2021 |
| ---- | ---- | ---- | ---- | ---- | ---- |
| 347  | ↗549 | ↘531 | ↘55  | ↗67  | ↘27  |

## Инфраструктура
В деревне не работает магазин.

## Памятники

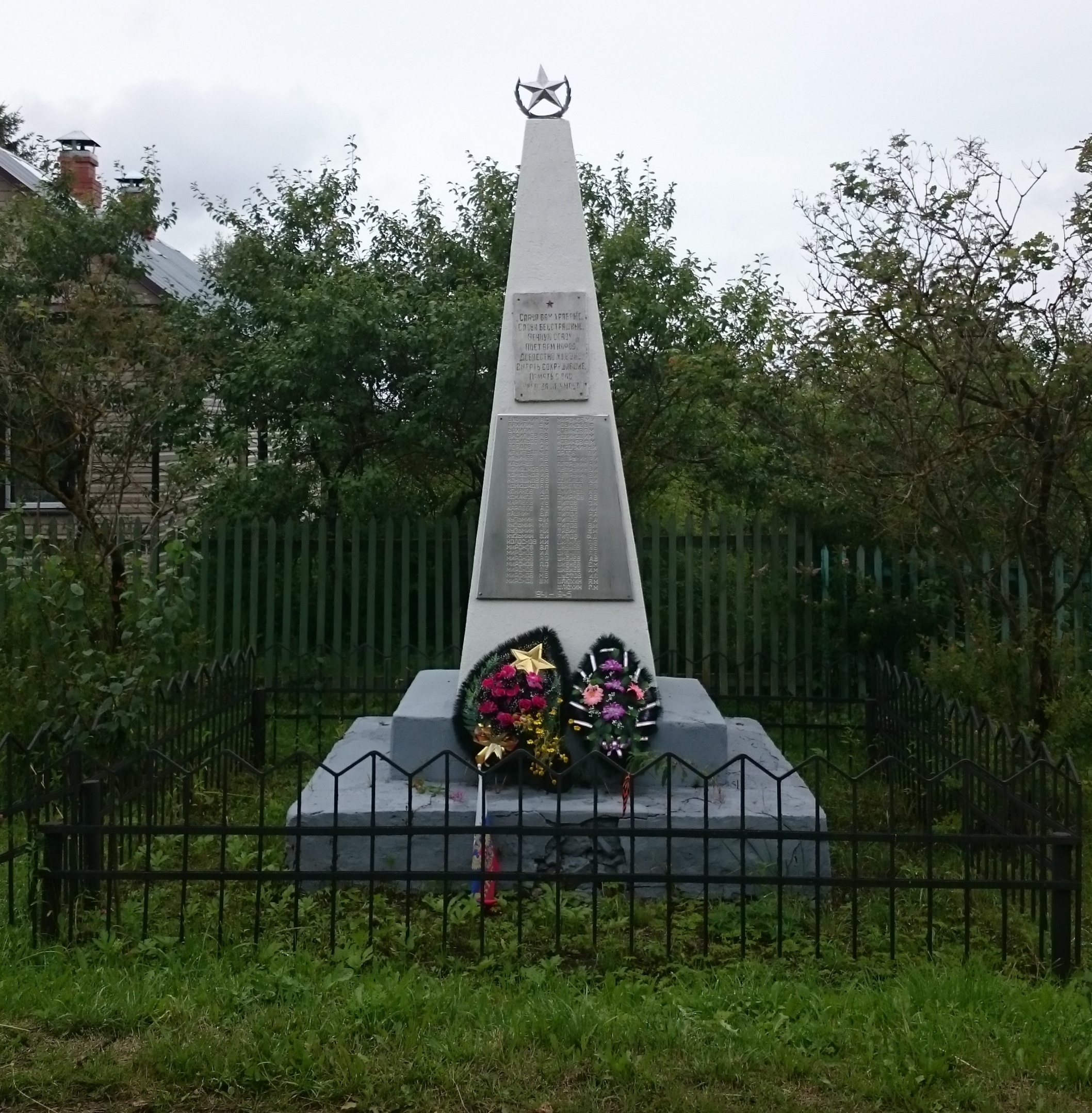
Памятник в Хмелево

Сооружён памятник односельчанам, погибшим в Великой Отечественной войне, возведённый на средства местных жителей.

## Русская православная церковь
Скорбященский женский монастырь.